# SV Vienenburg
Der SV Vienenburg ist ein Sportverein in Vienenburg im Landkreis Goslar. Die erste Fußballmannschaft spielte vier Jahre in der höchsten niedersächsischen Amateurliga. 

## Geschichte
Gegründet wurde der Verein im Jahre 1916. Sechs Jahre nach der Gründung standen die Fußballer vor dem Aufstieg in die höchste Spielklasse, verloren aber das Entscheidungsspiel gegen den Goslarer SC 08. Im Jahre 1926 hatten die Vienenburger erneut die Chance zum Aufstieg, verloren allerdings mit 1:4 gegen Borussia Hannover. Nach dem Zweiten Weltkrieg standen sich der SV Vienenburg und der TSV Goslar in einem Entscheidungsspiel um die Bezirksligameisterschaft gegenüber, welches die Goslarar vor 9.000 Zuschauern mit 3:0 gewann. 
Beide Vereine wurden in die zweitklassige Verbandsliga Braunschweig aufgenommen, wo Vienenburg hinter dem MTV Braunschweig 1948 Vizemeister wurde. Ein Jahr später wurde die Qualifikation für die neu geschaffene Amateuroberliga Niedersachsen verpasst. Im Jahre 1951 wurde der SVV mit einem Punkt Vorsprung auf Freie Turnerschaft Braunschweig Meister der Amateurliga Braunschweig und schaffte anschließend den Aufstieg. Dort wurde die Mannschaft zu einem Garanten für torreiche Spiele. Mit einem Torverhältnis von 74:104 wurde die Mannschaft Zehnter. Ein Jahr später musste der Verein erneut mit über 100 Gegentoren absteigen und wurde 1953/54 in der Amateurliga nach unten durchgereicht. 
Im Jahre 1955 kehrte der Verein noch einmal in die Amateurliga zurück und verblieb als Vorletzter nur deshalb in der Liga, weil kein Verein aus der Amateuroberliga in die Braunschweiger Amateurligastaffel abstieg. Ein Jahr später folgte der Abstieg als Tabellenletzter. In der Folgezeit pendelte der Verein zwischen Bezirks- und Kreisliga. Von 1995 bis 1998 spielten die Vienenburger noch einmal in der Landesliga Braunschweig, ehe der Verein mit dem Nachbarclub aus Wiedelah eine Spielgemeinschaft einging. Diese stieg 2010 aus der Bezirksliga ab und spielt heute in der Kreisliga Goslar.